# Плянтечка
Плянтечка (пол. Planteczka) — село в Польщі, у гміні Сокулка Сокульського повіту Підляського воєводства.
Населення — 86 осіб (2011).
У 1975-1998 роках село належало до Білостоцького воєводства.

## Демографія
Демографічна структура станом на 31 березня 2011 року:
|          | Загалом | Допрацездатний вік | Працездатний вік | Постпрацездатний вік |
| -------- | ------- | ------------------ | ---------------- | -------------------- |
| Чоловіки | 43      | 13                 | 23               | 7                    |
| Жінки    | 43      | 12                 | 22               | 9                    |
| Разом    | 86      | 25                 | 45               | 16                   |